# ПФК „Берое“ (Стара Загора)
„Берое“ е професионален футболен клуб от Стара Загора, България, участващ в Първа професионална футболна лига.
Клубът е шампион на България за сезон 1985/86, носител на Купата на България за 2009/10 и 2012/13, както и носител на Суперкупата на България за 2013 г. Отборът играе мачовете си на стадион „Берое“ с капацитет 12 128 седящи места.

## История

### Създаване
На 4 май 1924 г. в салона на Военния клуб се е състояло учредителното събрание на спортен клуб „Бероя“, рожба на бившите старозагорски клубове „Рекорд“ (основан 1922 г. под името Верея) и „Борислав“ (основан 1922 г.). Но след месец няколко стари членове на „Рекорд“ напускат редовете на „Бероя“ и възстановяват стария клуб „Рекорд“. През 1927 г. и 1928 г. в страната настъпва финансова криза, която слага отпечатък и върху старозагорския футбол. През октомври 1926 г. по нареждане на спортната област – Стара Загора клубове Бероя, Победа и Ураган следва да се обединят в спортен клуб България, но Ураган отказва и запазва самостоятелност. Така през октомври 1926 г. при обединение на Бероя и Победа се формира спортен клуб „България“, който наследява актива на Бероя в първенството. През месец август 1927 г. се обединяват „България“ и „Светослав“ (бивш Рекорд) под името „Ботев“, обявен за градски тим. През 1928 г. настъпва тотална криза в спортния живот в града. На 02.10.1928 г. всички старозагорски спортни клубове оцелели в икономическата криза прибягват до единственото спасително решение – обединение. Траяна, Ботев и Ураган се обединяват под името Траяна. На 08.08.1929 г. група младежи, сред които и няколко бивши членове на стария „Бероя“ (преди това „Борислав“) основават спортен клуб „Борислав“ в района на „Бероя“ (преобладаващата част от членовете са младежи). Екипите са в черен цвят, както на предшественика „Бероя“. През февруари 1945 г. новата комунистическа власт преименува Борислав на Септември. На 29.05.1947 г. Септември и Антон Югов се обединяват под името Левски. На 20.04.1948 г. Левски и Локомотив се обединяват под името Шипка. Въпреки обединението Локомотив се запазва като отбор и сектор на Шипка. През октомври 1949 г. представителното градско дружество Шипка е разформировано и на неговото място са създадени 5 доброволни спортни организации (ДСО) изградени на ведомствен и професионален принцип: ДСО Спартак, към МВР, обхваща служителите в същото ведомство. ДСО Динамо обхваща профсъюзите на пощенци, продоволственици, текстилци, тютюноработници, графици и кожарообработващи. ДСО Енергия обхваща профсъюзите на транспортните работници, металици, електроработници, химици и рудничари. ДСО Червено знаме обхваща профсъюзите на административните, здравно-хигиенните, културно-обществените, театралните, музикалните и просветните работници и тези по кредита и размяната. ДСО Строител обхваща трудослужещите при Трудова повинност, профсъюзите на строителните, земеделско-стопанските и горските и дърводелски работници. Датите на създаване на съответните ДСО са: на 07.10.1949 г. е създадено ДСО Динамо, на 10.10.1949 г. – ДСО Червено знаме, на 12.10.1949 г. – ДСО Енергия (на 15.10.1949 г. преименуван на ДСО Торпедо), на 12.10.1949 г. – ДСО Строител, на 29.10.1949 г. – ДСО Спартак. В края на годината са създадени военните отбори ДНВ и Въздушен гарнизон (ВВС). Играчите на разформированото градско дружество „Шипка“ се пръскат спрямо местоработата си в новите ДСО-та. Генерал Делчев (по това време полковник) участва в основаването на ДСО „Строител“ и заради това му се носи славата на баща на „Берое“. При основаването на „Строител“ са привлечени всички перспективни млади футболисти от току-що разформированото градско дружество Шипка, на които им предстои да отслужат военната си служба. Те са назначени на военна служба в „Строителни войски“ гр. Ст. Загора и се състезават за „Строител“. През януари 1951 г. „Строителни войски“ се отделят от ДСО „Строител“ и се обособява в ДСО „Ударник“, като отборът на ДСО „Строител“ вече се състезава под името ДСО „Ударник“. На 27 април 1957 г. ДСО „Ударник“ се обединява с ДСО „Спартак“, СКНА и колективите на ДСО „Динамо“: ДИП П. Енев, Наталия и Бирената под името „Ботев“. Състава на Ботев е целия състав на Ударник плюс присъединилите се от Спартак Теньо Ботев и Станислав Николов.

### Първи стъпки на „Берое“ /1959 – 1970/
На 19 март 1959 г. Ботев се обединява с Локомотив. Новият отбор е наречен Берое и още на следващия сезон се завръща в елитната дивизия на България. В следващите 10 години „Берое“ неизменно е сред най-добрите клубове в България, като завършва предимно в средата на таблицата. Най-доброто класиране от този период е пето място през сезон 1964/65. През 1970 г. обаче, отборът административно е изхвърлен в Б група. Това се случва след една домакинска среща с отбора на Левски-Спартак. В 90-ата минута на двубоя гостите успяват да изравнят след нарушение на Александър Костов срещу вратаря на домакините. Съдията обаче признава попадението и това вбесява многобройната публика на Берое, която според различни сведения е между 42 000 и 55 000 зрители. Те започват да хвърлят бутилки по терена, провокирани от неприличен жест на Сашо Костов, а впоследствие опитват саморазправа с вътрешния министър Ангел Солаков, известен привърженик на сините, който е на трибуните. В крайна сметка след скандалите „Берое“ е изваден от групата, а публиката е обявена за шовинистична и внасяща психоза заради възгласа „Няма мое, няма твое, светът е Берое“.

### Ерата на Петко Петков /1971 – 1980/
Воден от легендарния си нападател Петко Петков, още на следващия сезон „Берое“ отново е сред майсторите. Това е началото на едни от най-славните години за клуба. През сезон 1971/72 заралии завършват на трето място в първенството след ЦСКА „Септемврийско знаме“ и Левски-Спартак и получават за първи път правото да представят родината ни в Купата на УЕФА. Дебютното участие на „Берое“ в турнирите на стария континент е повече от запомнящо се. На 13 септември 1972 г. „Берое“ приема австрийския гранд Аустрия (Виена). Старозагорци разгромяват съперника си със 7:0, с 5 гола на Петко Петков. На реванша в Австрия нападателят бележи нови 2 попадения за успеха с 3:1. В следващия кръг от турнира „Берое“ отстранява и унгарския Хонвед с победа 3:0 у дома и загуба с 0:1 като гост. Походът на заралии обаче е спрян от сръбския ОФК Београд на осминафиналите. Първият мач в Белград завършва 0:0 и беройци вече се виждат в следващата фаза. На 13 декември 1972 г. на стадиона в Стара Загора се стичат 25 500 зрители, които в 43-тата минута ликуват – 1:0 за „Берое“. В последните 20 минути на срещата обаче, сърбите бележат три гола и печелят с 3:1.
През същия сезон 1972/73, на родна сцена „Берое“ достига до финала за Купата на България и въпреки че го губи, се класира за КНК. Първото участие на отбора в този евротурнир също е доста успешно. В първия кръг заралии нямат никакви проблеми срещу Фола (Еш) от Люксембург и продължават напред след две победи със 7:0 и 4:1. В следващия етап обаче ги чака Атлетик (Билбао). В състава на противника има множество известни имена. С № 1 е Луис-Мигел Ирибар – един от най-великите вратари в света по онова време, който пази и на националния отбор. В състава са още Чечу Рохо, както и знаменитият халф Анхел-Мария Виляр, по-късно президент на Испанската футболна федерация. На 24 октомври 1973 г. „Берое“ изнася истинска лекция на Атлетик – 3:0 пред 30 000 зрители на стадиона в Стара Загора. В реванша на „Сан Мамес“ испанците бият само с 1:0 и отпадат за сметка на българите. В следващия кръг обаче старозагорци са спрени от немския Магдебург, който по-късно печели Купата с победа над Милан – загуба с 0:2 като гост и 1:1 у дома с гол на Вутов.
Сезон 1973/74 е кошмарен за „Берое“ във вътрешното първенство. Отборът остава на предпоследното 15 място и изпада в Б група. Кампанията обаче, остава паметна с два факта – „Берое“ става единственият отбор, изпадал някога от А група с положителна голова разлика и голмайстор на шампионата, записвайки победи с резултат от 8:0, 8:1, 6:2, 4:0! Петко Петков взема голмайсторския приз с 21 попадения, а головата разлика в края на сезона е 50:46. Само сезон по-късно „Берое“ отново е в елита, след като вкарва цели 113 гола на противниците си във втория ешелон. Петко Петков става голмайстор на Б група с внушителните 53 гола.
През 1979/80 „Берое“ за втори път участва в КНК и отново прави паметни мачове. В първия кръг заралии елиминират полския Арка Гдиня (загуба с 2:3 като гост и победа с 2:0 вкъщи). На следващия етап от турнира съперник е Ювентус (Торино) с Дино Дзоф, Клаудио Джентиле и Марко Тардели. На 24 октомври 1979 г. гостите са посрещнати с огромен 30-метров транспарант – „Бог прощава, „Берое“ не!“. И „Берое“ наистина не прощава на „старата госпожа“ – 1:0 с гол на Георги Стоянов от дузпа. И тогава „Берое“ записва един от най-
значимите мачове в историята си. В реванша Ювентус все пак успява да елиминира българите, но това се случва едва след продължения.
Краят на тази знаменита генерация на „Берое“ идва през 1982 г., когато отборът изпада във втория ешелон.

### Първа шампионска титла /1985 – 1990/
През 1986 г. „Берое“ достига своя връх ставайки шампион на България. През същия сезон отборът на зелено-белите губи с разгромното 1:8 от останалия на второ място отбор на Тракия Пловдив. По този начин „Берое“ поставя антирекорд, като шампиона на България с най-голяма загуба в рамките на същото първенство.

### Трудности в зората на демокрацията /1990 – 2010/
През 1998 г. след отпадането на „Берое“ в А ОФГ Стара Загора се отделя отбор с името „Берое 2000“ (Казанлък), който през 1999/2000 играе в Б РФГ и просъществува до 2001 г. Две години преди това, през 1999 г. в Стара Загора се създава ПФК „Берое“ Стара Загора, който се обединява с ФК Олимпик (Тетевен) и се преименува на ПФК Олимпик-Берое. Този отбор изиграва един шампионат в А група, след което през 2000 г. клубът отново се преименува – на ПФК „Берое“ (Стара Загора). През 2003 г. собствеността минава в АКБ Форес и неговия собственик Николай Банев, който обаче след няколко безплодни сезона и неизпълнени обещания става недолюбван от повечето фенове. През есента на 2005 г. „Берое“ губи с 0:7 от ЦСКА в София, с което започват скандирания срещу Николай Банев. Така постепенно се стига до момента, в който парите за отбора са спрени. През есента на 2007 г. собственикът на „Берое“ Николай Банев се отказва да издържа отбора и прехвърля всички акции на офшорна компания, за която се счита, че е негова собственост с името Трифън Дивелъпмънт. Въпреки това тимът показва добра игра в повечето мачове. На 10 януари 2008 23-ма играчи и 3-ма треньора разтрогват договорите си с „Берое“ след провала на предвидена сделка за клуба с Митко Динев и Антон Андронов.
На 3 февруари 2008 г. „Берое“ успява да се измъкне от кризата след като клубът на ветераните на „Берое“ и националният фенклуб успяват да организират адвокати и чрез свързани фирми да заведат производство по несъстоятелност в старозагорския окръжен съд. Назначеният синдик Елка Неделчева Петрова прехвърля всички активи и пасиви на клуба на новосъздадено дружество „ПФК Берое Стара Загора“ АД. То поема лиценза, членството в БФС, както и самия футболен клуб. В надзорния съвет на дружеството са избрани ген. Йордан Димитров (като представител на Христо Ковачки) – председател, Митко Динев, Иван Ангелов, Николай Далаков, Мария Жекова, Дечко Колев и Иван Панчов. В управителния съвет влизат адв. Дамян Георгиев – председател, Петко Петков, Геньо Петров – изп. директор, Николай Демирев и Огнян Караджов. За треньор е избран Илиан Илиев. Въпреки че отборът успява да си осигури практическо оставане в А група кръг преди края на сезон 2007/2008, той изпада от елита за сметка на „Беласица“. Това става заради присъдена служебна победа в полза на Беласица срещу „Марек“, заради нередовна картотека на играч. Нова криза започва когато на 17 септември 2009 г. основният спонсор на отбора обявява оттеглянето си и подарява притежаваните от него акции на СНЦ Национален фенклуб - Берое Стара Загора и СНЦ Футболен клуб Берое - ветерани, които стават собственици на пълния пакет акции. Структурите на управление са разформировани, а членовете им – освободени. Избран е нов Съвет на директорите в състав Дамян Георгиев – председател, Геньо Петров – изпълнителен директор и Цветелин Жоевски. Клубът започва да се издържа от 4 основни пера – телевизионни права, общинска субсидия, приходи от билети и продукция и спонсори. Начело на отбора след много обрати остава Илиан Илиев. Събраните средства стигат за селекция изцяло от собствени юноши и бивши футболисти на отбора, които са напуснали последните си клубове. Въпреки трудностите „Берое“ става първи в Източната Б група и на 30 май 2009 завоюва завръщане в А футболна група само сезон след изпадането си.

### Възкръсването /2010 – днес/

#### Купа на България 2010
Последващият сезон в А група е сравнително успешен, като „Берое“ успява да победи евентуалните шампиони Литекс (Ловеч) (3:0), техните подгласници Левски (София) (1:0 при това като гости в София) и третите Локомотив (София) (2:1 в първия мач от шампионата). В турнира за купата „Берое“ отстранява първо Монтана (1:0) и Локо (Мездра) (3:0), а след това и ЦСКА на 1/4-финал с гол на Искрен Писаров. На полуфинала побеждава Чавдар (Етрополе) с 1:0. Така на 5 май 2010 г. старозагорци достигат до втория си връх в клубната история след шампионската титла от 1986 г., печелейки Купата на България. На финала играят срещу Черноморец (Поморие) от Източната Б група с тогавашен треньор Петър Хубчев на градския стадион в Ловеч. Единственият и победен гол в мача вкарва Дончо Атанасов след далечно центриране на Иво Иванов. Този гол се оказва изключително драматичен, тъй като пада точно в последните секунди на мача (91 минута и 8 секунда) и хвърля шест хилядната публика от Стара Загора в екстаз. Интересен факт е, че на този мач 95% от публиката е именно от Града на липите. Освен Купата на България „Берое“ постига и още един доста впечатляващ резултат – по пътя към трофея отборът не допуска нито един гол в собствената си врата. Със спечелването на Купата „Берое“ получава и квота за турнира Лига Европа. Така, макар и на 10-о място в А група, тимът на Илиан Илиев става четвъртият евроучастник от България след отборите на Литекс, Левски и ЦСКА. Заради изключителния сезон начело на Берое, треньорът на отбора Илиан Илиев е избран единодушно от Асоциацията на българските футболисти за Треньор на 2010 година.
Дамян Георгиев освобождава месец след това Илиан Илиев от поста му и назначава на негово място на Ханс Кодрич. Освобождаването на Илиев, с когото отборът е спечелил Купата и липсата на финансова яснота за бъдещето води до множество протести сред привържениците на „Берое“. Дамян Георгиев отказва да прехвърли акциите на заинтересовани от придобиването им бизнесмени. В крайна сметка на сесия на Общински съвет Стара Загора Дамян Георгиев е принуден да подари акциите на клуба на новосъздадено сдружение „Бизнесът за Берое“, което поема издръжката на клуба. В Борда на директорите влизат Пламен Генчев, Михаил Ракаджиев и Михаил Боиндруков. За Изпълнителен директор е назначен Васил Драголов. Първото действие на новото ръководство е да върне на поста старши треньор Илиан Илиев. Отборът участва в Лига Европа, където прави равенство 1:1 у дома срещу Рапид (Виена), но губи в австрийската столица с 3:0 и отпада.
След изиграването на двубоите срещу Рапид (Виена) на 11 август 2010 на Националния стадион „Васил Левски“ се изиграва мачът за Суперкупата на България 2010, който противопоставя шампиона на страната ПФК Литекс (Ловеч) срещу Носителя на Купата „Берое“. Редовното време завършва с резултат 1:1 след автогол на Джемал Берберович (Л) в 4' и гол на Александър Барт (Л) в 17'. След равенството в 90-те минути се изиграват две продължения от по 15 минути, като във второто от тях футболистите на Литекс успяват да отбележат в 101' чрез гол на Вилфрид Нифлор (Л). Въпреки че не успяват да спечелят трофея, беройци играят като равен с шампиона на страната и успяват да измъчат символичните домакини до края на продълженията. При награждаването те получават сребърните медали, а публиката на „Берое“ изпраща с овации своите любимци, които се представят достойно при първото си участие в двубоя за Суперкупата! Любопитен факт е, че преди началото на продълженията агитките на двата отбора се обединяват и дружно изразяват подкрепата си за българския футбол и спорт като цяло, като феновете на Литекс запяват „Българи“, а феновете на „Берое“ отвръщат с „Юнаци!“.
През сезон 2010/2011 „Берое“ записва най-голям точков актив в А група от шампионската титла, спечелена през 1986 г.

#### Нов собственик от 2011 г.
На 16 септември 2011 г. всички 100% от акциите на клуба са придобити безвъзмездно от ТЕЦ Марица Изток 2 ЕАД, след като е изпълнено изричното условие тимът да няма задължения. Избран е нов Съвет на Директорите в състав: Боян Боев – председател, Илко Русев, Наско Шилигарски, Диляна Лейчева, Иван Колев, Васил Драголов и Михаил Боиндруков. Изпълнителен директор остава Васил Драголов. На 16 декември 2011 г. Васил Драголов и Михаил Боиндруков са освободени от Съвета на Директорите. Изпълнителен директор става Боян Боев. На 1 февруари 2012 г. за спортно-технически директор на клуба е назначен Петър Хубчев.

#### Купа на България 2013
„Берое“ продължава с доброто си представяне в турнира за Купата на България. На 15 май 2013 пред препълнените трибуни на градския стадион в Ловеч „Берое“ спечелва Купата на България в изключително драматичен финал срещу ПФК Левски. Мачът преминава през куп обрати, което довежда до квалифицирането му като „най-драматичния финал в историята на турнира“. До края на първото полувреме „Берое“ повежда с 2:1 след два гола на Елио Мартинс (Б) в 17' и 29', и попадение на Илиян Йорданов (Л) в 24'. С два жълти картона, съответно червен в 44' Христо Йовов (Л) оставя отбора си с 10 души точно преди почивката. Второто полувреме започва ударно за Берое, които стигат до нов гол дело на Георги Андонов в 79'. Точно когато феновете на „Берое“ вече предчувстват сигурното спечелване на Купата, защитниците на старозагорския тим се разконцентрират и допускат изравняване на резултата до 3:3 с голове на Жоао Силва (Л) в 81' и Гари Родригес (Л) в 87'. Този ответен удар на числено малобройния състав на ПФК Левски довежда мача до продължения. В тях си проличава умората на двата отбора, които създават куп сериозни опасности, най-фрапантна от които пропуск на Жоао Силва (Л) в 119'. Равният резултат след продълженията довежда мача до дузпи. В тях отборът на „Берое“ показва повече концентрация и точност и с резултат 3:1 от дузпите и 6:4 общ резултат „Берое“ вдига втората Купа на България в своята история! Тази победа автоматично класира отбора за ново участие в европейския клубен турнир Лига Европа. Любопитен факт е, че „Берое“ печели Купата с наставник Петър Хубчев – същия треньор, когото „Берое“ на Илиан Илиев побеждава три години по-рано на финала в същия турнир на същия стадион.

#### Суперкупа на България 2013
Месец след спечелването на втората Купа на България отборът на „Берое“ постига дубъл като печели Суперкупата на страната в директен двубой с шампиона на България ПФК Лудогорец 1945 (Разград). На 10 юли 2013 в мач игран на Националния стадион „Васил Левски“ двата отбора изиграват динамичен и напрегнат двубой, с който оборват твърденията, че от двубоя за Суперкупата нямало смисъл. „Берое“ започва мача много нахъсано и още в 3' минута Здравко Илиев (Б) нацелва напречната греда. По-активната и настървена игра на старозагорци дава резултат в 27', когато Венцислав Христов (Б) с глава извежда беройци напред. След първоначалния натиск футболистите на Лудогорец се активизират и Иван Стоянов (Л) уцелва лявата греда в 35', а в 45' разградчани изравняват резултата след статично положение, което вратарят на „Берое“ Иван Караджов първо спасява, но при добавката Светослав Дяков (Л) е безпогрешен и отбелязва. Динамичният футбол, който двата отбора демонстрират, и желанието им за победа довеждат до показването на 13 жълти картона (предимно за тактически фаулове), а четири от тях се превръщат в червени – по един за всеки отбор – в 59' голмайсторът на Лудогорец Светослав Дяков напуска терена, а 6 минути по-късно, в 65' същото сторва и Борислав Стойчев (Б). В последните 15 минути двата отбора намалят темпото и доиграват мача, за да се стигне до дузпи (в двубоя за Суперкупата по регламент няма продължения от по 15 минути). При дузпите играчите на „Берое“ вкарват всичките 5 наказателни удара, а играчите на Лудогорец пропускат третия след неточен изстрел на Марселиньо (Л). С резултат 3:5 при дузпите и общ резултат 4:6 играчите на „Берое“ вдигат първата си Суперкупа на България в своята история! По този начин беройци запълват трофейната си витрина с третото най-значимо национално клубно футболно отличие, след като вече притежават Шампионската титла за 1986 и Купата на България за 2010 и 2013.

#### Вицешампиони и столични хегемони 2014/2015
През сезон 2014 / 2015 г. „Берое“ се класира на пето място в редовния сезон. След разделянето на групата на две шестици, „Берое“ взема най-много точки срещу отборите в първата шестица и достига до сребърните медали в плейофната фаза на сезона за първи път в своята история. В същия сезон отборът става първият клуб в историята на А футболна група, който не допуска нито един гол и загуба при гостуванията си в София, като записва пет победи и едно равенство срещу столичните тимове ЦСКА (1:0 и 0:0), Левски (София) (1:0), Славия (2:0) и Локомотив (София) (3:0 и 1:0).

#### Бронзови медали и 100-годишен юбилей, сезон 2015/2016
През 2015/2016 г. „Берое“ продължава със силното си представяне в А група в юбилейната 100-тна година на организирания спорт в град Стара Загора. Отборът завършва трети в крайното класиране и спечелва бронзовите медали за втори път след 1972 година. С този успех „Берое“ се класира отново за европейския футболен турнир Лига Европа. „Берое“ също така се представя достойно в турнира за Купата на България, където достига фазата на полуфиналите, но отпада от отбора на ПФК ЦСКА АД след домакинска загуба с 0:2 и загуба като гост с 2:0 (Бележка: ЦСКА по това време поради натрупани дългове и обявена процедура по несъстоятелност играе във В група). След първата от тези две загуби треньорът на „Берое“ Петър Хубчев, прекарал близо 4 години начело на отбора, е освободен. Отборът в оставащите няколко мача е воден от кондиционния треньор Пламен Липенски. При освобождаването на Петър Хубчев „Берое“ е на 4-то място в А група с реални шансове за 3-тата позиция. До края на сезона Пламен Липенски и футболисите на „Берое“ утвърждават с играта си третото място и спечелват бронзовите медали.
През същия сезон „Берое“ празнува и 100-годишнината на организирания футбол в Града на липите.

## Клубен лозунг
„Няма мое, няма твое – Светът е Берое!“
Забележка: еднакво известен е и вариантът „Няма мое, няма твое – всичко е Берое!“, тъй като този ред присъства в една от песните на привържениците на клуба, а думата „всичко“ пасва по-добре на мелодията на песента. Въпреки това той се счита от доста фенове за неправилен официален лозунг и е одобряван само като част от песента.

## Наименования
- Бероя (4 май 1924 – 1926) – (след обединение с „Рекорд“)
- България (1926 – 1927) – (след обединение с „Победа“)
- Ботев (1927 – 1928) – (след обединение със „Светослав“)
- Борислав (1929 – 1945)
- Септември (1945 – 1947)
- Левски (от 1947)
- Шипка (април 1949 – 1949) – (след обединение с „Локомотив“)
- В края на 1949 е разделен на Торпедо, Динамо, Строител (от 1951 Ударник (играе в А група през 1954)).
- Ботев (1957 – 1959) – (след обединение на „Ударник“, „Спартак“ и „СКНА“)
- Берое (19 март 1959 – 1999) – (след обединение с „Локомотив“)
- Олимпик-Берое (1999 – 2000) – (след обединение с Олимпик (Тетевен))
- Берое (от 2000)

## Клубни успехи
А група:
- шампион (1): 1986
- Второ място (1): 2015
- Трето място (2): 1972, 2016

Купа на България:
- Носител (2): 2010, 2013

Суперкупа на България:
- Носител (1): 2013

Балканска купа:
- шампион (4): 1968, 1969, 1983, 1984

### В България по години
- 1968 г. – Финалист за Купата на Съветската армия
- 1972 г. – Трето място в първенството на България
- 1973 г. – Финалист за Купата на Съветската армия
- 1979 г. – Финалист за Купата на Съветската армия
- 1980 г. – Финалист за Купата на Съветската армия
- 1986 г. – Шампион на България
- 2010 г. – Носител на Купата на България
- 2010 г. – Финалист за Суперкупата на България
- 2013 г. – Носител на Купата на България
- 2013 г. – Носител на Суперкупата на България
- 2015 г. – Вицешампион на А футболна група
- 2016 г. – Трето място в А футболна група

### В Европа по години
- 1968 г. – Носител на Балканската купа
- 1969 г. – Носител на Балканската купа
- 1973 г. – Осминафиналист за Купата на УЕФА.
- 1974 г. – Четвъртфиналист за КНК
- 1980 г. – Осминафиналист за КНК
- 1982 г. – Носител на Балканската купа
- 1984 г. – Носител на Балканската купа

## Мачове

### Европейски турнири
- Най-много мачове за клуба в А Група: Евгени Янчовски – 341
- Най-много голове за клуба в А група: Петко Петков – 144
- Най-голяма победа: 8:0 срещу Миньор (Перник) (1973/1974), 8:0 като гост срещу Черноморец Бургас (София) (2006/2007)
- Най-голяма загуба: 2:10 срещу ЦСКА (1991/1992)
- Най-много вкарани голове в Б ПФГ: 113
- Голмайстор на Б ПФГ за всички времена: Петко Петков – 53

## Ръководство

### Съвет на Директорите
- Мигел Коисет – Изпълнителен директор
- Ернан Банато – Председател на Съвета на директорите
- Стелиян Попчев – Член на Съвета на директорите

### Спортен щаб
- Пако Сарагоса – спортно-технически директор

- Виктор Басадре – старши треньор представителен отбор

- Веселин Пенев – помощник-треньор представителен отбор

- Пламен Липенски – помощник-треньор представителен отбор

- Михаил Ролев – треньор на вратарите

- Николай Борисов – лекар

- Иван Петров – рехабилитатор

- Тихомир Тенев – администратор

- Венелин Сивриев – домакин

### Детско-юношеска школа
- Веселин Пенев – Берое дубъл
- Иван Желев – Берое U17
- Иван Желев – Берое U16
- Тодор Станев – Берое U15
- Павел Димов – Берое U14
- Дончо Атанасов – Берое U13
- Трифон Панев – Берое U12
- Трифон Панев – Берое U11
- Веселин Пенев – Берое U10
- Стелиян Евтимов – Берое U9
- Стелиян Евтимов – Берое U8
- Павел Димов – Берое U7
- Мирослав Радев – треньор на вратарите ДЮШ
- Мирослав Тенев – кондиционен треньор ДЮШ
- Борис Киров – главен скаут

### Пресслужба
- Емил Димов – пресаташе
- Ани Георгиева – фоторепортер beroe.bg
- Николай Петров видеооператор beroe.bg
- Владислав Лазаров – репортер beroe.bg
- Стефан Радев – репортер beroe.bg
- Александър Мечев – координатор между ПФК и НФК „Берое“.

## Състав 2025/2026
Към 18 август 2025 г.

## Почетни листи вПърва лигаи А РФГ
| Място | Име             | Мачове |
| ----- | --------------- | ------ |
| 1     | Евгени Янчовски | 341    |
| 2     | Теньо Минчев    | 308    |
| 3     | Христо Тодоров  | 280    |
| 4     | Тодор Кръстев   | 263    |
| 5     | Петко Д. Петков | 260    |
| 6     | Веселин Пенев   | 257    |
| 7     | Кънчо Кашеров   | 253    |
| 8     | Венелин Сивриев | 245    |
| 9     | Йордан Митев    | 238    |
| 10    | Борис Киров     | 227    |

| Място | Име             | Голове |
| ----- | --------------- | ------ |
| 1     | Петко Д. Петков | 144    |
| 2     | Петър Жеков     | 101    |
| 3     | Йордан Митев    | 68     |
| 4     | Мартин Камбуров | 58     |
| 4     | Васил Драголов  | 58     |
| 6     | Георги Белчев   | 52     |
| 7     | Мюмюн Кашмеров  | 50     |
| 8     | Стойчо Младенов | 42     |
| 9     | Георги Стоянов  | 39     |
| 9     | Георги Андонов  | 39     |

- Данните са до 20 юли 2017.

## Треньори
- Панайот Танев – 1953, 1957 – 1959;
- Борислав Аспарухов – 1954;
- Иван Радоев (футболист) – 1959 – 1964;
- Анастас Ковачев – 1964 – 1965;
- Манол Манолов – 1965 – 1966;
- Крум Милев – 1966 – 1968, 1971 – 1972, 1974 – 1975;
- Христо Младенов – 1968 – 1969;
- Анастас Ковачев – 1969-март 1970;
- Димитър Григоров – 1970 – 1971;
- Лозан Коцев – 1972 – 1973;
- Иван Танев 1973 – 1974, 1977 – 1981;
- Георги Берков – 1975 – 1976;
- Христо Панчев – 1976 – 1977;
- Васил Иванов – 1981 (подг. период);
- Иван Вутов – 1981, 2004 – 2005;
- Георги Белчев – 1982 – 1983;
- Петко Петков – 1983 – 1985, 1987 – 1989, 2005 – 2006;
- Евгени Янчовски – 1985 – 1987;
- Драголюб Беклавац – 1999 – 2000;
- Илия Илиев – 1999 – 2000;
- Венелин Сивриев – 1999 – 2000;
- Венцислав Кепов – 1999 – 2000;
- Венелин Сивриев – 2002 – 2003;
- Аспарух Никодимов – 2003 – 2004;
- Иван Вутов – 2004 – 2005;
- Ханс Кодрич – 2005;
- Петко Петков – 2005 – 2006;
- Илиан Илиев – 2006 – 2007;
- Едуард Ераносян – 2007;
- Радослав Здравков – 2007;
- Николай Демирев – 2007;

| Треньор             | От                   | До                   | Успехи                                                                           |
| ------------------- | -------------------- | -------------------- | -------------------------------------------------------------------------------- |
| Илиан Илиев         | 7 януари 2008 г.     |                      | Първо място в Б група 2008/2009 Купа на България 2010 г.                         |
| Ивко Ганчев         | 4 май 2012 г.        | 18 октомври 2012 г.  |                                                                                  |
| Петър Хубчев        | 18 октомври 2012 г.  | 7 април 2016 г.      | - сребърни медали 2014/2015 - Купа на България 2013 - Суперкупа на България 2013 |
| Пламен Липенски     | април 2016 г.        | юли 2016 г.          | - бронзови медали А футболна група 2015/16                                       |
| Александър Димитров | юли 2016 г.          | октомври 2016 г.     |                                                                                  |
| Ферарио Спасов      | октомври 2016 г.     | май 2017 г.          |                                                                                  |
| Александър Томаш    | юни 2017 г.          | октомври 2019 г.     |                                                                                  |
| Димитър Димитров    | октомври 2019 г.     | април 2021 г.        |                                                                                  |
| Петър Колев         | април 2021 г.        | 2022 г.              |                                                                                  |
| Петър Хубчев        | 2022 г.              | септември 2022 г.    |                                                                                  |
| Николай Киров       | 14 септември 2022 г. | 2023 г.              |                                                                                  |
| Густаво Араголаса   | 2023 г.              | 18 септември 2023 г. |                                                                                  |
| Хосе Луис Ачиари    | 20 септември 2023 г. | 30 септември 2024    |                                                                                  |
| Хесус Урибесалго    | 03 октомври 2024 г.  | 16 май 2025 г.       |                                                                                  |
| Пламен Липенски     | 16 май 2025 г.       | 4 юли 2025 г.        |                                                                                  |
| Виктор Басадре      | 4 юли 2025 г.        |                      |                                                                                  |

## Контакти
- ПФК „Берое“ АД, ул. „Георги Кюмюрев“ 10, 6000 Стара Загора
- тел./факс.: 042 / 621262
- електронна поща: press@beroe.bg